# František Kuthan
František Kuthan (2. března 1862 Krahulov – 15. ledna 1944 Tišnov) byl český lékař.

## Biografie
František Kuthan se narodil v roce 1862 v Krahulově u Třebíče. Vystudoval nižší gymnázium v Třebíči a roku 1882 odmaturoval na vyšším gymnáziu v Německém Brodě. Poté odešel na Lékařskou fakultu Univerzity Karlovy do Prahy, kde roku 1888 absolvoval. Následně nastoupil do interního a očního oddělení v Praze, posléze přešel na interní oddělení do Brna. Později onemocněl plicní chorobou a léčil se v Tyrolsku ve městě Gries, kde následně po 3 roky působil jako lázeňský lékař, později působil i v dalších lázeňských městech.
Později se s manželkou odstěhoval do Tišnova, kde se jim narodili synové František a Stanislav. Město Tišnov bylo v roce 1895 prohlášeno klimatickým místem se studenými lázněmi a v roce 1899 se František Kuthan rozhodl založit v Tišnově sanatorium pro léčbu nervových a vnitřních chorob a také chorob výměny látek. V roce 1900 bylo sanatorium otevřeno a vysvěceno a až do své smrti roku 1944 v něm František Kuthan působil. Později sanatorium zdědili jeho synové, ale v roce 1948 bylo zestátněno a v roce 1957 přestavěno na nemocnici. Po roce 1989 sanatorium restituovali synové Františka Kuthana, ale ti jej roku 2000 prodali státu.
Na sanatoriu byla roku 1992 instalována pamětní deska zakladatele sanatoria Františka Kuthana. Od roku 2013 je čestným občanem města Tišnova.